# Jozef Grešák
Jozef Grešák (30. prosince 1907 Bardejov – 17. dubna 1987 Bratislava) byl slovenský hudební skladatel, varhaník, klavírista a pedagog.

## Život
Jozef Grešák se narodil 30. prosince 1907 v Bardejově, v rodině bardejovského řezbáře a kameníka.. Přestože byl v hudbě prakticky samouk, již v deseti letech působil jako varhaník a regenschori v kostele sv. Jiljí v Bardejově. Od roku 1923 studoval na učitelském ústavu ve Spišské Kapitule a kromě učitelského vzdělání zde konečně získal i hudební základy. Jeho učitelem byl Fraňo Dostalík, jediný slovenský žák Leoše Janáčka. Velmi brzy začal i komponovat. Již jako třináctiletý napsal klavírní trio.
V roku 1924 byla při příležitosti stého výročí narození Bedřicha Smetany slovensko–českým spolkem v New Yorku vyhlášena soutěž o původní slovenskou operu. Jozef Grešák se na tuto soutěž přihlásil operou Zlatulienka, kterou komponoval na vlastní libreto v letech 1925–1926, tedy ve svých devatenácti letech. Dalšími účastníky soutěže byl i jeho učitel Fraňo Dostalík s operou Radúz a Mahuliena, Viliam Figuš-Bystrý s operou Detvan a Miloš Smatek s operou Čachtická pani. Porota se neshodla na vítězi, ale Josef Suk starší poslal Grešákovi uznání a povzbuzující dopis.
V roce 1927 nastoupil vojenskou službu do Košic. Tam se ho ujal generál Josef Šnejdárek. Grešák učil jeho dceru na klavír a generálova manželka mu zprostředkovala stipendium k dalšímu studiu hudby v Paříži. Finanční problémy Jozefovy rodiny však zabránily cestu do Paříže uskutečnit. Krizi prohloubilo i to, že Vítězslav Novák ho dosti neomaleně vyhodil od přijímací zkoušky na Pražskou konzervatoř. Když neuspěl ani se žádostí o soukromé studium u Bély Bartóka přestal na dvacet let komponovat a živil se jako klavírista a korepetitor.
V letech 1929–1933 byl klavíristou v Bardejovských Kúpeľoch. Jako korepetitor působil v Revuálním divadle a v letech 1936–1948 i v Národním divadle v Praze. V roce 1949 se vrátil na Slovensko. Stal se učitelem hudební a výtvarné výchovy na gymnáziu v Bardejově. Od roku 1954 působil jako korepetitor Ukrajinského národního divadla v Prešově. Začal opět komponovat a v roce 1956 získal od Svazu slovenských skladatelů tvůrčí stipendium, které mu umožnilo konzultace u Jána Cikkera.
V roce 1931 se oženil s Gabrielou Čičátkovou. Jejich dcera Eva se stala akademickou malířkou a provdala se za hudebního skladatele Jána Zimmera. Vnuk Jozefa Grešáka, Richard Zimmer pak vystudoval na Vysoké škole múzických umění v Bratislavě dirigování.
Zemřel po těžké chorobě u dcery v Bratislavě 17. dubna 1987. Pochovaný je v rodinné hrobce na Kalvárii v Bardejově. Každoročně je v Bardejově pořádán varhanní festival nesoucí jeho jméno.

## Dílo
Jozef Grešák byl výjimečnou osobností slovenské hudby 20. století. Vycházel z východoslovenských lidových podnětů a v kombinaci s vlivy Leoše Janáčka, Bély Bartóka a Antona Weberna si vytvořil osobitý hudební výraz. Názory na jeho tvorbu jsou nejednoznačné. Odborníci mu na jedné straně neupírají osobitost, ale současně vytýkají nedostatek akademického vzdělání. Má však řadu zanícených zastánců, mezi než patří např. dirigent Bystrík Režucha nebo varhaník Ivan Sokol.

### Opery
- Zlatulienka, s podtitulom Príchod Slovákov
- Neprebudený (vlastní libreto podle povídky Martina Kukučína)
- S Rozarkou (vlastní libreto podle novely Vincenta Šikuly)
- Zuzanka Hraškovie (na text básne P. O. Hviezdoslava)

### Orchestrální skladby
- Slovenský tanec - Karička (1957 )
- Malá suita pre komorný orchester (1957)
- Magurský tanec (1959)
- Východoslovenská symfónia (rev. 1962 jako Symfónia quasi una fantasia)
- Ouvertúra (1963)
- Rotory II. (1969)
- Améby (předehra pro orchestr,1972)
- Koncertantná symfonietta (1976)
- Bardejovský kolonádny tanec (1977)

### Vokální skladby s orchestrem)
- Vysťahovalecké piesne pre sóla, miešaný zbor a orchester (1961)
- Pesničky o Východoslovenskej nížine (1963)
- Zemplínske variácie (1965)
- Vokálna symfónia (1971)
- Panychída (1976. text Jiří Wolker, staroslovienske smútočné obrady)

### Koncertantní skladby
- Concertino pre husle a orchester (1954)
- Koncert pre klavír a orchester (1965)
- Organová symfónia (1975)
- Hudba pre klavír a orchester (1980)
- Komorná symfónia (1923)
- Concertino Pastorale pre hoboj, anglický roh, lesný roh a orchester (1965)

### Scénická a filmová hudba
- Hráči (scénická hudba, 1967)
- Kto kráča po ceste (film, 1967)
- Vysťahovalec (TV film, 1968)
- Ovčia slza (TV film 1973)

Kromě toho komponoval komorní hudbu, písně a sbory